# Malaj till sjöss
Malaj till sjöss (engelska: Watch Your Stern) är en brittisk komedifilm från 1960 i regi av Gerald Thomas.
Filmen är baserad på Earle Coutties pjäs Something About a Sailor.

## Handling
En klumpig sjöman lyckas förstöra ett nytt hemligt vapen precis innan det ska inspekteras. Nu börjar en kamp mot klockan för att hjälpligt laga vapnet i tid.

## Rollista i urval
- Kenneth Connor - sjöman Blissworth
- Sid James - chefsbåtsman Mundy
- Joan Sims - Ann Foster
- Hattie Jacques - Agatha Potter
- Eric Barker - kapten David Foster
- Leslie Phillips - örlogskapten Bill Fanshawe
- Noel Purcell - amiral Sir Humphrey Pettigrew
- Spike Milligan - civil elektriker
- Eric Sykes - civil elektriker
- Victor Maddern - sjöman